# Lielupes grivas plavas
Lielupes grivas plavas este o arie protejată (arie specială de conservare — SAC, sit de importanță comunitară — SCI, arie de protecție specială avifaunistică — SPA) din Letonia întinsă pe o suprafață de 261,74 ha, integral pe uscat.

## Localizare
Centrul sitului Lielupes grivas plavas este situat la coordonatele 56°59′15″N 23°55′14″E / 56.9876°N 23.9206°E.

## Înființare
Situl Lielupes grivas plavas a fost declarat arie de protecție specială avifaunistică în decembrie 2003 pentru a proteja 1 specie de plante și 7 specii de animale. Alte tipuri de protecție:
- sit de importanță comunitară (în mai 2004)
- arie specială de conservare (în mai 2004)[1][3][4]

## Biodiversitate
Situată în ecoregiunea boreală, aria protejată conține 10 habitate naturale: Pășuni de coastă din Baltica boreală, Cursuri de apă de la nivel de câmpie la nivel montan, cu vegetație Ranunculion fluitantis și Callitricho-Batrachion, Pajiști uscate seminaturale și facies de acoperire cu tufișuri pe substraturi calcaroase (Festuco-Brometalia) (* situri importante pentru orhidee), Pajiști fino-scandinave uscate până la mezice, bogate în specii de altitudine mică, Pajiști cu Molinia pe soluri calcaroase, turboase sau argilos-nămoloase (Molinion caeruleae), Liziere de ierburi înalte hidrofile de câmpie și de nivel montan până la alpin, Pajiști aluvionare boreale nordice, Fânețe de joasă altitudine (Alopecurus pratensis, Sanguisorba officinalis), Păduri caducifoliate de mlaștină fino-scandinave, Păduri aluvionare cu Alnus glutinosa și Fraxinus excelsior (Alno-Padion, Alnion incanae, Salicion albae).
La baza desemnării sitului se află mai multe specii protejate:
- plante (1): Angelica palustris
- păsări (6): cristeiul de câmp (Crex crex), sfrâncioc roșiatic (Lanius collurio), cresteț cenușiu (Porzana parva), chiră mică (Sterna albifrons), chiră de baltă (Sterna hirundo), silvie porumbacă (Sylvia nisoria)
- pești (1): Lampetra fluviatilis

Pe lângă speciile protejate, pe teritoriul sitului au mai fost identificate 12 specii de plante, 1 specie de amfibieni.